# 탈라우드과일박쥐
탈라우드과일박쥐(Acerodon humilis)는 큰박쥐과에 속하는 박쥐의 일종이다. 인도네시아 탈라우드 제도의 살레바부섬과 카라켈롱섬에서 발견된다. 자연 서식지는 아열대 또는 열대 기후 지역의 습지이다.

## 특징
보통 크기의 박쥐로 전완장이 116~140mm이고 몸무게는 최대 307g이다. 등쪽은 밝은 갈색이고 머리는 희끗희끗한 반면에 배쪽은 좀더 어두운 색을 띤다. 목덜미는 황갈색이고 턱과 목, 입술은 짙은 갈색을 띤다. 주둥이 가늘고 길며 끝쪽으로 갈수록 점점 가늘어진다. 눈은 크고 갈색과 올리브색 홍채를 갖고 있다. 귀는 주둥이보다 더 짧고, 끝이 둥글고 짙은 갈색이다. 비막도 짙은 갈색을 띤다.

## 생태
먹이는 곤충이다.

## 분포 및 서식지
술라웨시섬 북쪽 탈라우드 제도의 카라케롱 섬, 살리바부 섬에 널리 분포한다. 숲과 농경지에 서식한다.